# 予定説
予定説（預定説、よていせつ、英語: Predestination）は、聖書からジャン・カルヴァンによって提唱されたキリスト教の神学思想。カルヴァンによれば、神の救済にあずかる者と滅びに至る者が予め決められているとする（二重予定説）。神学的にはより広い聖定論に含まれ、その中の個人の救済に関わる事柄を指す。全的堕落と共にカルヴァン主義の根幹を成す。
予定説を支持する立場からは、予定説は聖書の教えであり正統教理とされるが、全キリスト教諸教派が予定説を認めている訳ではなく、予定説を認める教派の方がむしろ少数派である（後述）。

## 内容
予定説に従えば、その人が神の救済にあずかれるかどうかはあらかじめ決定されており、この世で善行を積んだかどうかといったことではそれを変えることはできないとされる。例えば、教会にいくら寄進をしても救済されるかどうかには全く関係がない。神の意思を個人の意思や行動で左右することはできない、ということである。これは、条件的救いに対し、無条件救いと呼ばれる。神は条件ではなく、無条件に人を選ばれる。神の一方的な恩寵である。
救済されるのは特定の選ばれた人に限定され、一度救済にあずかれた者は、罪を犯しても必ず神に立ち返るとされる。これは、聖徒の堅忍と信仰後退者の教理である。

### アウグスティヌスの説に対する見解
アウグスティヌスは、人間が全的に堕落し、救われるためには神の恵みによらなければならないが、神はすべての人を救われるのではなく、救われるべき人々を神があらかじめ選ばれたという予定説を展開した、と改革派教会においては理解される。
ただし、アウグスティヌスを聖人として列聖する正教会・カトリック教会においては、アウグスティヌスの見解を予定説とは捉えていない。
アウグスティヌスは、ペラギウス主義および半ペラギウス主義への反駁として、救済の恩寵が信仰や善行に対する因果関係において先行すると説いた。しかし、アウグスティヌスの著書「告白」において、母モニカの死後、彼女の救済を願う祈りが記されている。そのため、実際のアウグスティヌスによる恩寵論がカルヴァニズムに見られる予定説を意味すると捉えるのは極めて困難だといえる。

### 改革派教会内の論争
予定説はオランダのカルヴァン派で発展し、救済の予定が人間（アダム）の堕落の前とする堕落前予定説と、堕落の後とする堕落後予定説との論争が起こった。堕落前予定説では人間の自由意思の余地は全くないと批判されることがある。

### 二重予定説
救いの選びと、滅びの選びについて教えた二重予定説についても議論が多い。聖書は救いに選ばれた者のために書かれたのであり、カルヴァンは滅びの選びを強調していない。滅びに選ばれた者のために聖書が書かれたわけではない。

### アルミニウス主義の台頭
オランダ改革派のヤーコブス・アルミニウスは予定説に反対し、普遍救済説を提唱したが、1610年に改革派のドルト会議で、このアルミニウスの思想は異端として排斥された。このとき「人間の全面的堕落、無条件的選び、限定的贖罪、選びの召命における不可抗的恩恵、聖徒の堅忍」という、カルヴァン主義の5つの特質として定義された。
イングランドのメソジストは、予定説を批判するアルミニウス主義をとっている。ジョン・ウェスレーがアルミニウス主義を受け入れたために、カルヴァン主義のジョージ・ホウィットフィールドとの間に論争が起こった。イングランドのメソジストはアルミニウス系だが、ホウィットフィールドの影響があるウェールズのメソジストはカルヴァン主義である。ウェールズのメソジストを助けたハンティンドン伯爵夫人もカルヴァン主義者であった。
ドルト会議以降、カルヴァン主義系統とアルミニウス系統の論争が続いていたが、自由主義神学（リベラル）が現れ、この敵に立ち向かうために、福音陣営において両者の論争は沈静化した 。日本においてもリベラル派の聖書観に対抗し、聖書信仰に立つカルヴァン主義者とアルミニウス主義者が協力して聖書信仰運動を展開した。　協力が結ばれたのは、新正統主義のカール・バルトの聖書観に対する反発があったことも指摘される。

## 予定説と資本主義
マックス・ヴェーバーは論文「プロテスタンティズムの倫理と資本主義の精神」の中で、カルヴァン派の予定説が資本主義を発達させた、という論理を提出した。
救済にあずかれるかどうか全く不明であり、現世での善行も意味を持たないとすると、人々は虚無的な思想に陥るほかないように思われる。現世でどう生きようとも救済される者は予め決まっているというのであるなら、快楽にふけるというドラスティックな対応をする者もありうるはずだ。しかし人々は実際には、「全能の神に救われるように予め定められた人間は、禁欲的に天命（ドイツ語で「Beruf」だが、この単語には「職業」という意味もある）を務めて成功する人間のはずである」という思想を持った。そして、自分こそ救済されるべき選ばれた人間であるという証しを得るために、禁欲的に職業に励もうとした。すなわち、暇を惜しんで少しでも多くの仕事をしようとし、その結果増えた収入も享楽目的には使わず更なる仕事のために使おうとした。そしてそのことが結果的に資本主義を発達させた、という論理である。

## 予定説を批判し受け入れない教派
予定説はキリスト教の全ての教派で受け入れられている訳ではなく、プロテスタントの幾つかの教派で受け入れられてはいるものの、最大の信徒数をもつローマ・カトリック教会や、東方教会で最大の教派である正教会では受け入れられていない教説である。
予定説は正教会には全く受け入れられていない。既に17世紀の1672年にエルサレム総主教ドシセオス2世が召集したエルサレム公会で、他のカルヴァン主義の教説（信仰義認など）とともに予定説は否定された。なお、この公会においては、カルヴァン主義のみならずローマ・カトリックとも距離が取られている。
カトリック教会では予定説は、トリエント公会議で異端として排斥された。